# 似鱘愚首鱈
似鱘愚首鱈，為輻鰭魚綱鱈形目鼠尾鱈科的其中一種，分布於中東太平洋夏威夷群島及Salay Gomez海脊海域，屬深海底棲性魚類，深度400-1300公尺，體長可達22.5公分，棲息在底層水域，生活習性不明。

## 扩展阅读
維基物種上的相關：似鱘愚首鱈